# 初富
初富（はつとみ）は、千葉県鎌ケ谷市にある地名である。なお、初富の他、初富本町、北初富、東初富、南初富についても併せて述べる。

## 地理および概要
鎌ケ谷市の北西部から東部にかけて広がる。住居表示の実施により、現在は北初富・初富・初富本町・東初富・南初富に分かれている。また新鎌ケ谷・くぬぎ山・中央・富岡なども、住居表示の実施により初富から分かれた。このほか、かつては松戸市に「初富飛地」が存在したが、現在は五香西の一部となっている（松戸市の町名#廃止された大字を参照）。

### 北初富
初富と名前の付く中でもっとも面積が狭く、もっとも人口が少ない地域である。
北初富と名乗っているが、実際には初富よりも南である。
北西側は串崎新田、北東側は初富、東側は初富本町、南側は北中沢および東中沢と隣接している。
郵便番号は273-0126である。

### 初富
もっとも面積の広い地域であるが、2008年2月25日実施の新鎌ケ谷への分割で一時期ほど広くはなくなっている。3エリアに分断されている。
郵便番号は273-0121である。

### 初富本町
1・2丁目があり、鎌ケ谷市および初富の中央に位置する。
北側は初富、新鎌ケ谷、東側は中央、南側は富岡、西側は東中沢と隣接している。
郵便番号は273-0125である。
住宅地の地価は、2014年（平成26年）1月1日の公示地価によれば、初富本町1-12-8の地点で10万7000円/m2となっている。鎌ヶ谷市で最も地価が高い。

### 東初富
1丁目～6丁目まであり、初富のなかで最も東に位置する。
北側は初富、東側は東鎌ケ谷・白井市冨士、南側は鎌ケ谷・丸山、西側は南初富と隣接する。
郵便番号は273-0122である。
住宅地の地価は、2014年（平成26年）1月1日の公示地価によれば、東初富6-6-12の地点で10万1000円/m2となっている。

### 南初富
1丁目～6丁目まである。
南初富と名乗っているが、実際には東初富のほうが南である。
初富地域の中ではもっとも人口の多い地区である。
北側は初富・新鎌ケ谷、東側は東初富、南側は丸山・富岡、西側は中央と接している。
郵便番号は273-0123である。
住宅地の地価は、2014年（平成26年）1月1日の公示地価によれば、南初富2-13-2の地点で9万1000円/m2となっている。
初富地区の市街化調整区域の地価は1平米あたり約52000円である。

## 地名の由来
明治新政府の手により、小金牧（千葉県北西部）および佐倉牧（同県北部）の開墾が行われ、開墾地には開墾の計画順に地名が付与された。初富は最初に当る。他は、二和、三咲（以上船橋市）、豊四季（柏市）、五香、六実（以上松戸市）、七栄（富里市）、八街（八街市）、九美上（香取市）、十倉（富里市）、十余一（白井市）、十余二（柏市）、十余三（成田市・多古町）である。

## 世帯数と人口
2017年（平成29年）11月1日現在の世帯数と人口は以下の通りである。

### 初富
| 大字 | 世帯数    | 人口    |
| ---- | --------- | ------- |
| 初富 | 1,743世帯 | 4,023人 |

### 初富本町
| 丁目           | 世帯数    | 人口    |
| -------------- | --------- | ------- |
| 初富本町一丁目 | 770世帯   | 1,686人 |
| 初富本町二丁目 | 468世帯   | 1,132人 |
| 計             | 1,238世帯 | 2,818人 |

### 北初富
| 大字   | 世帯数  | 人口  |
| ------ | ------- | ----- |
| 北初富 | 423世帯 | 825人 |

### 東初富
| 丁目         | 世帯数    | 人口    |
| ------------ | --------- | ------- |
| 東初富一丁目 | 440世帯   | 1,023人 |
| 東初富二丁目 | 464世帯   | 1,144人 |
| 東初富三丁目 | 807世帯   | 1,999人 |
| 東初富四丁目 | 493世帯   | 1,088人 |
| 東初富五丁目 | 809世帯   | 1,778人 |
| 東初富六丁目 | 253世帯   | 530人   |
| 計           | 3,266世帯 | 7,562人 |

### 南初富
| 丁目         | 世帯数    | 人口     |
| ------------ | --------- | -------- |
| 南初富一丁目 | 786世帯   | 1,888人  |
| 南初富二丁目 | 754世帯   | 1,883人  |
| 南初富三丁目 | 676世帯   | 1,623人  |
| 南初富四丁目 | 963世帯   | 2,284人  |
| 南初富五丁目 | 583世帯   | 1,390人  |
| 南初富六丁目 | 449世帯   | 1,083人  |
| 計           | 4,211世帯 | 10,151人 |

## 小・中学校の学区
市立小・中学校に通う場合、学区は以下の通りとなる。

### 初富
| 番地                                                                                        | 小学校                 | 中学校                 |
| ------------------------------------------------------------------------------------------- | ---------------------- | ---------------------- |
| 9〜326番地 354～376番地 925～927番地 928番地（一部） 929番地（一部） 931番地 1390〜1391番地 | 鎌ケ谷市立西部小学校   | 鎌ケ谷市立第三中学校   |
| 377～378番地 929番地（一部）                                                                | 鎌ケ谷市立鎌ケ谷小学校 | 鎌ケ谷市立鎌ケ谷中学校 |
| 715〜730番地 800〜857番地                                                                   | 鎌ケ谷市立初富小学校   | 鎌ケ谷市立第五中学校   |
| 858～866番地 919番地 921番地（一部） 922番地 924番地（一部）                                | 鎌ケ谷市立五本松小学校 | 鎌ケ谷市立第五中学校   |
| 921番地（一部） 923番地 924番地（一部） 928番地（一部）                                     | 鎌ケ谷市立五本松小学校 | 鎌ケ谷市立第三中学校   |

### 初富本町
| 丁目           | 番地    | 小学校                 | 中学校                 |
| -------------- | ------- | ---------------------- | ---------------------- |
| 初富本町一丁目 | 全域    | 鎌ケ谷市立鎌ケ谷小学校 | 鎌ケ谷市立鎌ケ谷中学校 |
| 初富本町二丁目 | 1～21番 | 鎌ケ谷市立鎌ケ谷小学校 | 鎌ケ谷市立鎌ケ谷中学校 |
| 初富本町二丁目 | 22番    | 鎌ケ谷市立中部小学校   | 鎌ケ谷市立第四中学校   |

### 北初富
| 番地 | 小学校               | 中学校               |
| ---- | -------------------- | -------------------- |
| 全域 | 鎌ケ谷市立西部小学校 | 鎌ケ谷市立第三中学校 |

### 東初富
| 丁目         | 番地 | 小学校               | 中学校               |
| ------------ | ---- | -------------------- | -------------------- |
| 東初富一丁目 | 全域 | 鎌ケ谷市立初富小学校 | 鎌ケ谷市立第五中学校 |
| 東初富二丁目 | 全域 | 鎌ケ谷市立初富小学校 | 鎌ケ谷市立第五中学校 |
| 東初富三丁目 | 全域 | 鎌ケ谷市立初富小学校 | 鎌ケ谷市立第五中学校 |
| 東初富四丁目 | 全域 | 鎌ケ谷市立初富小学校 | 鎌ケ谷市立第五中学校 |
| 東初富五丁目 | 全域 | 鎌ケ谷市立初富小学校 | 鎌ケ谷市立第五中学校 |
| 東初富六丁目 | 全域 | 鎌ケ谷市立初富小学校 | 鎌ケ谷市立第五中学校 |

### 南初富
| 丁目         | 番地               | 小学校                 | 中学校                 |
| ------------ | ------------------ | ---------------------- | ---------------------- |
| 南初富一丁目 | 全域               | 鎌ケ谷市立五本松小学校 | 鎌ケ谷市立第五中学校   |
| 南初富二丁目 | 1番1〜18号 2〜18番 | 鎌ケ谷市立五本松小学校 | 鎌ケ谷市立第五中学校   |
| 南初富二丁目 | 1番19〜45号        | 鎌ケ谷市立鎌ケ谷小学校 | 鎌ケ谷市立鎌ケ谷中学校 |
| 南初富三丁目 | 18～22番           | 鎌ケ谷市立鎌ケ谷小学校 | 鎌ケ谷市立鎌ケ谷中学校 |
| 南初富三丁目 | 1〜17番            | 鎌ケ谷市立五本松小学校 | 鎌ケ谷市立第五中学校   |
| 南初富四丁目 | 全域               | 鎌ケ谷市立鎌ケ谷小学校 | 鎌ケ谷市立鎌ケ谷中学校 |
| 南初富五丁目 | 全域               | 鎌ケ谷市立鎌ケ谷小学校 | 鎌ケ谷市立鎌ケ谷中学校 |
| 南初富六丁目 | 全域               | 鎌ケ谷市立鎌ケ谷小学校 | 鎌ケ谷市立鎌ケ谷中学校 |

## 交通

### 鉄道
初富地域は広範囲に及ぶため、鎌ヶ谷大仏駅、初富駅、新鎌ヶ谷駅、北初富駅、くぬぎ山駅、元山駅、六実駅、西白井駅が最寄り駅となる。このうち、初富地域にある駅は北初富駅（北初富4番6号）のみである。なお、初富駅は初富ではなく中央に位置し、北初富駅も2014年2月までは北中沢に所在していた。

### 道路
- 国道464号
- 千葉県道8号船橋我孫子線（船取線）
- 千葉県道57号千葉鎌ケ谷松戸線

なお、くぬぎ山交差点（初富・くぬぎ山）～初富交差点（初富本町・中央・富岡）までは国道464号と県道57号線、初富交差点～鎌ヶ谷消防署前（初富）の間は464号と船取線が重複している。

### バス
町内を鎌ケ谷市コミュニティバスききょう号が通る。
初富東部と東初富地区の風間街道には京成バス千葉ウエスト（鎌10・鎌12系統）が通る。

## 教育機関等

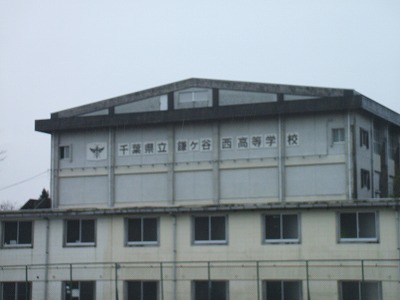
県立鎌ケ谷西高校

住所は公式ホームページに記載。

### 学校
- 千葉県立鎌ケ谷西高等学校 - 所在地は初富。
- 鎌ケ谷市立第五中学校 - 所在地は初富。
- 鎌ケ谷市立初富小学校 - 所在地は東初富。
- 鎌ケ谷市立西部小学校 - 所在地は初富。
- 鎌ケ谷市立五本松小学校 - 所在地は南初富。
- 東京聖栄大学附属わたなべ幼稚園 - 所在地は東初富。

### 保育所
- 鎌ケ谷市立南初富保育園 - 所在地は東初富。
- くぬぎやま保育園 - 所在地は初富。

## 施設

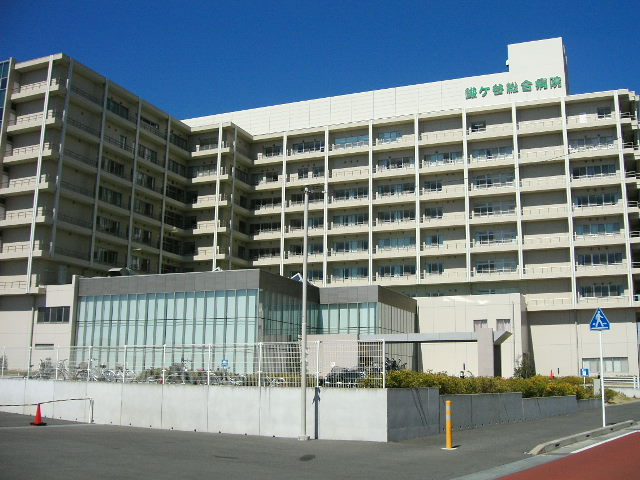
鎌ケ谷総合病院

### 初富地区
- 鎌ケ谷消防署
- くぬぎ山消防署
- 福太郎アリーナ（鎌ケ谷市民体育館）[15]
- 福太郎スタジアム（鎌ケ谷市営陸上競技場）[15]
- 市制記念公園[15]
  - 福太郎野球場（鎌ケ谷市営野球場）[15]
  - 福太郎テニスコート（鎌ケ谷市営庭球場）[15]
- 鎌ケ谷総合病院
- 初富保健病院
- 鎌ケ谷市社会福祉センター[15]
- 京成電鉄くぬぎ山車両基地
- 東野少年野球場[15]
- 四本椚多目的グラウンド[15]

### 南初富地区
- 中央児童センター[15]
- 鎌ヶ谷南初富郵便局

### 東初富地区
- 東初富公民館[15]
- 東初富テニスコート[15]
- 南初富コミュニティセンター[15]
- 鎌ヶ谷初富郵便局

### 初富本町地区
- 初富稲荷神社
- 貝殻山公園[15]